# 巴達維亞 (蒙大拿州)
巴達維亞（英語：Batavia）是位於美國蒙大拿州弗拉特黑德縣的普查規定居民點。

## 人口
根據2020年美國人口普查的數據，巴達維亞的面積為4.68平方千米，皆為陸地。當地共有人口368人，而人口密度為每平方千米78.63人。